# Helen McCarthy
Helen McCarthy (nacida el 27 de febrero de 1951) es una escritora y periodista británica de libros de referencia de anime como 500 Manga Heroes and Villains, Anime!, The Anime Movie Guide y Hayao Miyazaki: Master of Japanese Animation. Es coautora de The Erotic Anime Movie Guide y la exhaustiva The Anime Encyclopedia con Jonathan Clements.
McCarthy fue la primera autora de habla inglesa en escribir un libro sobre el anime, además de ser «la primera persona en el Reino Unido en conducir un programa de anime en una convención, comenzar un boletín dedicado al anime y editar una revista dedicada al anime».

## Premios
- 2010: Harvey Award por The Art of Osamu Tezuka: God of Manga[2]
- 2010: nominado al Eisner Award por The Art of Osamu Tezuka: God of Manga
- 2008: Great Britain Sasakawa Foundation/Authors' Foundation award por investigación en animación y cómics japoneses.
- 2006: IMAF Award por Logro sobresaliente en Anime y Manga, patrocinado por la International Manga and Anime Foundation.
- 1997: Japan Festival Award por su trabajo en la promoción de la comprensión de la cultura japonesa en Gran Bretaña, de la Japan Foundation.

## Publicaciones
- Manga Manga Manga, A Celebration of Japanese Animation at the ICA publicado por Island World Communications (Londres) 1992. ISBN 0-9520434-0-8
- Anime! A Beginners Guide To Japanese Animation publicado por Titan (Londres) 1993. ISBN 1-85286-492-3
- The Anime Movie Guide: Japanese Animation since 1983 publicado por Titan (Londres) 1996 ISBN 1-85286-631-4
- The Erotic Anime Movie Guide (con Jonathan Clements) publicado por Titan (Londres) 1998 ISBN 1-85286-946-1
- Hayao Miyazaki: Master of Japanese Animation publicado por Stone Bridge Press (Berkeley, CA) 1999 ISBN 1-880656-41-8
- The Anime Encyclopedia: A Guide to Japanese Animation Since 1917 (con Jonathan Clements) publicado por Stone Bridge Press (Berkeley, CA) 2001 ISBN 1-880656-64-7; 2nd edition 2006, ISBN 1-933330-10-4
- 500 Manga Heroes and Villains publicado por Collins & Brown (Londres) 2006 ISBN 1-84340-234-3, Barron's Educational (USA) ISBN 978-0-7641-3201-8
- 500 Essential Anime You Must Own  publicado por Ilex (Lewes) 2008, ISBN 978-1-905814-28-2, Collins Design (USA) 2009, ISBN 978-0-06-147450-7
- Manga Cross-Stitch: Make Your Own Graphic Art Needlework, publicado por Ilex (Lewes) 2009, ISBN 978-1-905814-51-0, Andrews McMeel (USA) 2009, ISBN 978-0-7407-7965-7
- The Art of Osamu Tezuka: God of Manga publicado por Ilex (Lewes) 2009, ISBN 978-1-905814-66-4 Abrams ComicArts (USA) 2009, ISBN 978-0-8109-8249-9
- A Brief History of Manga publicado por Ilex (Lewes) 2014, ISBN 978-1-781570982
- How to Draw Manga Made Easy publicado por Flame Tree (Londres) 2015, ISBN 978-1-783615926
- Drawing Basics Made Easy publicado por Flame Tree (Londres) 2015, ISBN 978-1-783616039